# Masato Uchishiba
Masato Uchishiba –en japonés, 内柴正人, Uchishiba Masato– (Koshi, 17 de junio de 1978) es un deportista japonés que compitió en judo.
Participó en dos Juegos Olímpicos, Atenas 2004 y Pekín 2008, obteniendo una medalla de oro en cada edición, ambas en la categoría de –66 kg. En los Juegos Asiáticos de 2002 consiguió una medalla de bronce.
Ganó una medalla de plata en el Campeonato Mundial de Judo de 2005.

## Palmarés internacional
| Juegos Olímpicos   | Juegos Olímpicos      | Juegos Olímpicos  | Juegos Olímpicos |
| Año                | Lugar                 | Medalla           | Categoría        |
| ------------------ | --------------------- | ----------------- | ---------------- |
| 2004               | Atenas (Grecia)       | Medalla de oro    | –66 kg           |
| 2008               | Pekín (China)         | Medalla de oro    | –66 kg           |
| Campeonato Mundial |                       |                   |                  |
| Año                | Lugar                 | Medalla           | Categoría        |
| 2005               | El Cairo (Egipto)     | Medalla de plata  | –66 kg           |
| Juegos Asiáticos   |                       |                   |                  |
| Año                | Lugar                 | Medalla           | Categoría        |
| 2002               | Busan (Corea del Sur) | Medalla de bronce | –60 kg           |